# Cast delle Simpatiche canaglie
Questa pagina elenca il cast della serie Simpatiche canaglie di Hal Roach, trasmessa nei cinema tra il 1922 ed il 1944. Nel casting Roach sceglieva attori giovanissimi, con un'età più o meno intorno ai 7 anni. Di seguito un elenco degli attori principali, distinti per epoca.

## Bambini (e animali)
Il cast delle Simpatiche canaglie cambiava di frequente: quando i bambini lasciavano la serie, o la dovevano abbandonare perché troppo cresciuti, immediatamente venivano reclutati nuovi bambini. In alcuni casi l'ingresso di un bambino rappresentava un vero e proprio "cambio della guardia" tra i personaggi della serie: in questo caso la sostituzione del personaggio viene indicata.

### 1922-1926: era Roach - primi film muti
- Ernie "Sunshine Sammy" Morrison (1922–1924)
- Mickey Daniels (1922–1926)
- Mary Kornman (1923–1926)
- Jackie Condon (1922–1929)
- Jack Davis (1922–1923)
- Johnny Downs
- Allen "Farina" Hoskins (1922–1931)
- Joe Cobb (1923–1929)
- Eugene "Pineapple" Jackson (1924–1925)
- Andy Samuel
- Pal the Wonderdog
- Dinah the Mule

### 1926-1929: era Roach - tardi film muti
- Allen "Farina" Hoskins (1922–1931)
- Jackie Condon (1922–1929)
- Joe Cobb (1923–1929)
- Jay R. Smith (1926–1929): sostituì Mickey nel 1926
- Jean Darling (1926–1929): sostituì Mary nel 1926
- Harry Spear
- Bobby "Wheezer" Hutchins (1926–1933)
- Mary Ann Jackson (1928–1931)
- Bobby "Bonedust" Young
- Mildred Kornman
- Jack Hanlon
- Dinah the Mule
- Pete the Pup (1930–1938): chiamato anche Minnie in almeno un episodio

### 1929-1931: era Roach - primi film sonori
- Allen "Farina" Hoskins (1922–1931)
- Mary Ann Jackson (1928–1931)
- Bobby "Wheezer" Hutchins (1927–1933)
- Bobby "Bonedust" Young
- Norman "Chubby" Chaney (1929–1931): sostituì Joe Cobb nel 1929
- Jackie Cooper (1929–1931)
- Donald Haines (1929–1933)
- Dorothy DeBorba (1930–1933)
- Matthew "Stymie" Beard (1930–1935): entrò nel 1930, nel 1931 divenne il sostituto di Farina
- Buddy McDonald
- Shirley Jean Rickert
- Pete the Pup: il cane originale, Pete chiamato anche Pal the Wonderdog, morì avvelenato nel 1930; l'allevatore Harry Lucenay utilizzò i figli di Pete (che appaiono tutti in Pups is Pups) dopo che questi raggiunsero la maturità nel 1931
- Dinah the Mule

### 1931-1933: primo periodo di transizione
- Matthew "Stymie" Beard
- Bobby "Wheezer" Hutchins
- Dorothy DeBorba
- Donald Haines
- Jerry Tucker (1931–1938)
- George "Spanky" McFarland (1932–1942)
- Tommy Bond (dal 1932–1934 come Tommy, tornerà nel 1937–1940 come "Butch")
- Sherwood Bailey
- Kendall McComas (1932)
- Dickie Moore
- Jacquie Lyn
- John "Uh-huh" Collum
- Pete the Pup: Lucenay abbandonò i Roach studio nel 1932: negli episodi successivi il personaggio di Pete fu interpretato da altri bulldog non imparentati con l'originale

### 1934-1935: periodo mediano di transizione
- George "Spanky" McFarland
- Matthew "Stymie" Beard
- Jerry Tucker
- Tommy Bond: lasciò nel 1934 per tornare nel 1937
- Wally Albright
- Scotty Beckett (1934–1935)
- Jackie Lynn Taylor
- Marianne Edwards
- Leonard Kibrick
- Billie "Buckwheat" Thomas (1934-1944): entrò nel cast nel 1934 e nel 1935 divenne il sostituto di Stymie
- Pete the Pup

### 1935: tardo periodo di transizione
- George "Spanky" McFarland
- Scotty Beckett
- Billie "Buckwheat" Thomas
- Jerry Tucker
- Leonard Kibrick
- Carl "Alfalfa" Switzer (1935–1940): entrò nel 1935 e nel 1936 divenne il sostituto di Scotty Beckett
- Harold Switzer
- Darla Hood (1935–1941)
- Eugene "Porky" Lee (1935–1939)
- Patsy May
- Pete the Pup

### 1936-1939: fine era Roach/inizio era MGM
- George "Spanky" McFarland
- Carl "Alfa Alfa" Switzer
- Billie "Buckwheat" Thomas
- Darla Hood (1935–1941)
- Eugene "Porky" Lee (1935–1939)
- Patsy May
- Tommy "Butch" Bond: sostituì Leonard nel 1937
- Sidney "The Woim" Kibrick
- Darwood "Waldo" Kaye (1937–1940)
- Gary "Junior" Jasgur
- Harold Switzer
- Leonard Landy
- Pete the Pup

### 1939-1942: periodo di transizione MGM
- George "Spanky" McFarland
- Carl "Alfalfa" Switzer
- Billie "Buckwheat" Thomas
- Darla Hood
- Leonard Landy
- Mickey Gubitosi (1939–1944): prima sostituì Junior e poi Porky nel 1939
- Billy "Froggy" Laughlin (1940–1944): entrò nel 1940 e nel 1941 sostituì Alfa Alfa
- Janet Burston (1940–1944): fece delle ospitate a partire dal 1940, dal 1942 prese il posto di Darla

### 1942-1944: tarda era MGM
- Billie "Buckwheat" Thomas
- Billy "Froggy" Laughlin
- Bobby "Mickey" Blake: Gubitosi cambiò il suo cognome in Blake nel 1942
- Janet Burston
- Violet la capra

### Altri bambini
- Dorothy Dandridge, la prima attrice afroamericana ad ottenere una nomination agli Academy Award come migliore attrice, fece il suo debutto cinematografico come ospite in Teacher's Beau del 1935.
- Annabella Logan, divenuta in seguito famosa come cantante jazz col nome di Annie Ross, si esibisce in uno degli spettacoli musicali di Our Gang Follies of 1938.
- Philip Hurlic, un attore bambino di successo, ebbe piccole parti in diversi episodi della fine degli anni Trenta, e sostituì temporaneamente Buckwheat nel cast ufficiale per l'episodio Feed 'em and Weep del 1938.
- Sonny Bupp, anche lui un famoso attore bambino, recitò in piccole parti in diversi episodi della fine degli anni Trenta, ivi compreso un ruolo da protagonista in Men in Fright del 1938.
- Juanita Quigley, famosa attrice bambina, fece due apparizioni in altrettanti episodi prodotti dalla MGM nella parte di "Sally": The New Pupil (1940) Going to Press (1942).
- Darryl Hickman, attore bambino di successo, fece la guest star in Going to Press. Suo fratello minore, Dwayne Hickman, in seguito famosa star del programma The Many Loves of Dobie Gillis, ebbe una piccola parte in un episodio del 1942, Melodies Old and New.

## Attori adulti ricorrenti
Molti attori adulti del cast delle Simpatiche canaglie apparivano frequentemente anche in altre commedie di Hal Roach, ad esempio nelle serie di Charley Chase e di Stanlio e Ollio:
- June Marlowe era Miss Crabtree, l'insegnante (1930-1932)
- Rosina Lawrence era Miss Lawrence/Miss Jones, l'insegnante (1936-1937)
- Edgar Kennedy era Kennedy il poliziotto (1929-1930)
- Emerson Treacy e Gay Seabrook erano i genitori di Spanky (1933)
- George e Olive Brasno (Shrimps for a Day del 1934 e Arbor Day del 1936)
- Hattie McDaniel era la mamma di Buckwheat (1935-1936)
- William Newell e Barbara Bedford erano i genitori di Alfa Alfa (1938-1940)
- Jimmy Finlayson
- Charlie Hall
- James C. Morton
- Mae Busch
- Johnny Arthur
- Clarence Wilson
- Billy Gilbert
- Lyle Tayo
- Otto Fries
- Richard Daniels in diversi ruoli negli episodi muti
- Franklin Pangborn
- Charles McAvoy
- Margaret Mann
- Zeffie Tilbury
- Claudia Dell

## Registi
Hal Roach Studio
- Fred Newmeyer: (Our Gang, The Pinch Singer e Arbor Day, episodio Mail and Female del 1937 e General Spanky)
- Robert F. McGowan (1922 - 1933;  Divot Diggers)
- Robert A. McGowan (1926 - 1930) (nipote di Robert F., solitamente accreditato come "Anthony Mack")
- Ray McCarey (Free Eats)
- Gus Meins (1934 - 1936)
- Gordon Douglas (1936 - 1938 e General Spanky)
- James W. Horne (When the Wind Blows)
- James Parrott (Washee Ironee)
- Nate Watt (Three Men in a Tub e The Awful Tooth)

MGM
- Gordon Douglas (The Little Ranger, Aladdin's Lantern)
- George Sidney (1938 - 1939)
- Edward L. Cahn (1939 - 1942; Three Smart Guys)
- Herbert Glazer (1942 - 1943)
- Sam Baerwitz (Calling All Kids)
- Cy Endfield (Radio Bugs, Dancing Romeo, Tale of a Dog)

## Fotografia
- Harry W. Gerstand
- Art Lloyd
- F.E. Hershey
- Ernest "Hap" Depew
- Francis Corby
- Kenneth Peach
- Harry Forbes
- Walter Lundin
- Milton Krasner
- Norbert Brodine
- Len Powers

## Montaggio
- Richard Currier
- T.J. Crizer
- Bert Jordan
- William Zeigler
- Jack Ogilive
- William Turhune
- Louis McManus
- Robert Crandall
- Ray Snyder

## Suono
- James Greene
- Harry Baker
- Elmer Raguse
- W.B. Delaplain
- William Randall
- Oscar Lagerstrom
- Eral Sitar

## Scrittori principali
- H. M. Walker (1922 - 1932)
- Walter Lantz (metà anni '20)
- Leo McCarey  (prima metà anni '20)
- Frank Capra  (metà anni '20)
- Charley Chase (primi anni '20)
- Frank Tashlin (metà anni '30)
- Hal Roach (1922 - metà anni '30)
- Robert F. McGowan (1922 - 1933)
- Hal Law (scrisse la maggior parte degli episodi della MGM)
- Robert A. McGowan (scrisse la maggior parte degli episodi della MGM)

## Musica
- Marvin Hatley
- Leroy Shield

## Protagonisti
Alfa-Alfa

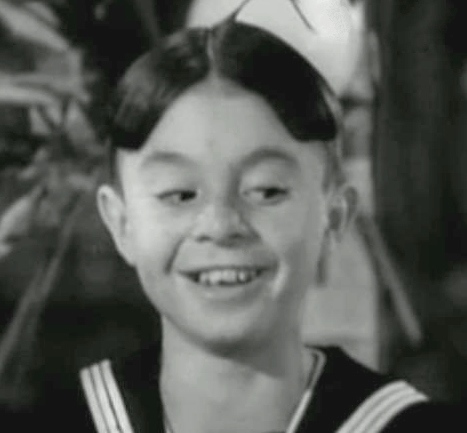
Carl Switzer nel ruolo di Alfa-Alfa

È stato il protagonista dei cortometraggi tra il 1935 e il 1941. Aveva una spiccata predisposizione nel canto e nella musica e aveva un taglio di capelli a punta. Cortese, composto, Alfa-Alfa era spesso intento a corteggiare Darla. La ragazzina ricambiava l'affetto, ma se c'era qualcuno che poteva contrastarlo, era Butch. Il quale, in un cortometraggio, lo sfidò addirittura ad un incontro di pugilato, salvo poi perdere per il sabotaggio di Porky e Buckwheat. Darla poi non si faceva problemi nel far ingelosire Alfa-Alfa corteggiando anche Waldo. Il soprannome, per quanto potesse alludere alla alfa (allusione che si potrebbe addire piuttosto bene al personaggio, essendo uno dei protagonisti assoluti dello show), in realtà è una storpiatura di "Alfie" (come era anche chiamato sul set), diminutivo di "Alfred". Era interpretato da Carl Switzer.
- Partecipazioni: 65

 Spanky 
La sua partecipazione allo show fu molto lunga, fu il protagonista con Alfa-Alfa del periodo sonoro. Il personaggio era piuttosto insofferente alle regole e capriccioso, soprattutto nei primi episodi in cui apparve. Era interpretato da George McFarland. Fu presidente di quasi tutti i "club" che la combriccola ideava nelle varie puntate. Su tutti, il "Club delle Aquile", e il "Club dei maschi odiatori di femmine", apparso anche nel film del 1994. Inizialmente avrebbe dovuto sostituire Chubby, ma lo fece effettivamente solo dal 1940. In due puntate apparirono i suoi genitori, interpretati da Emerson Treacy, e Gay Seabrook.
- Partecipazioni: 97

 Sammy 

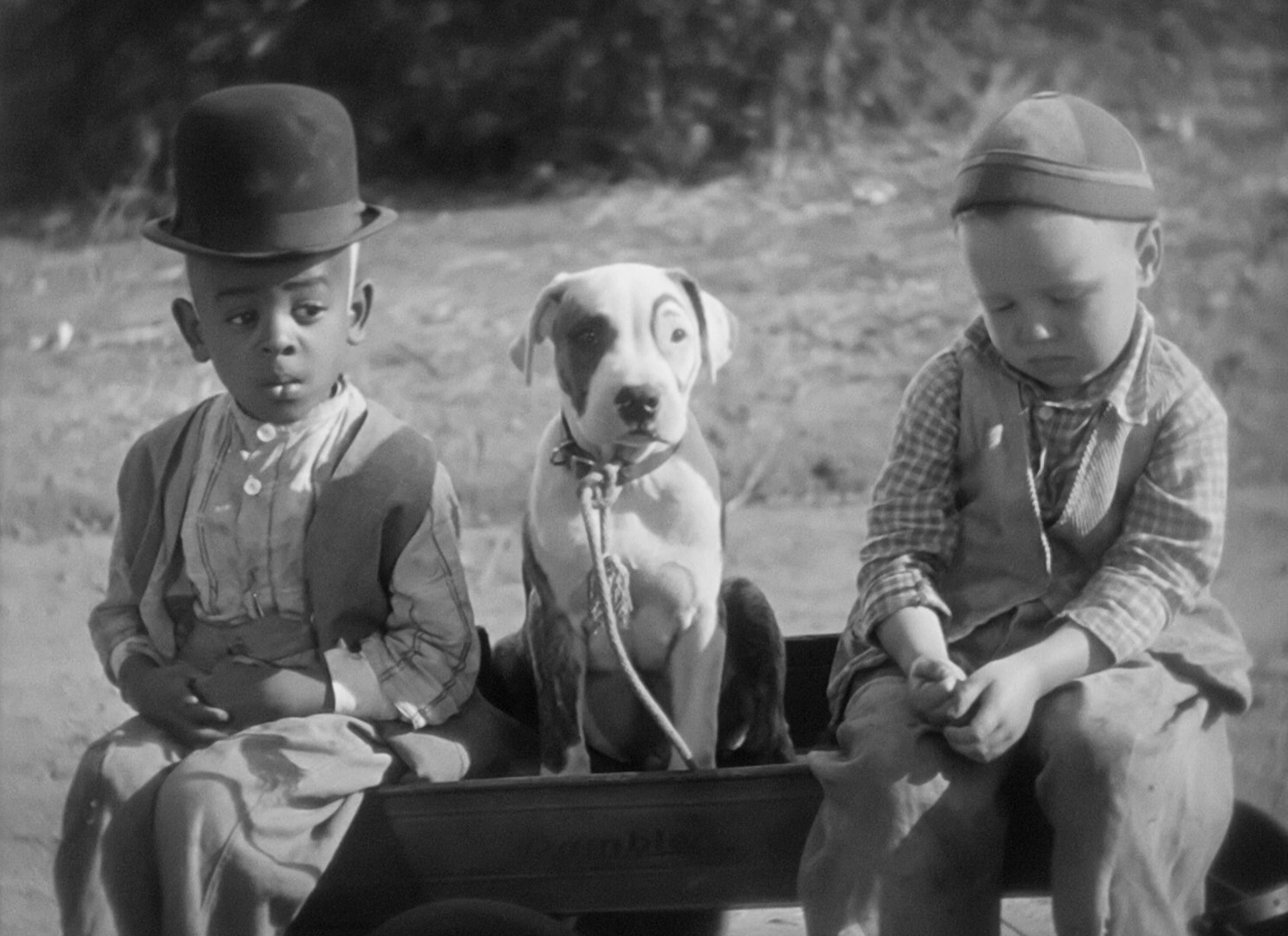
Sammy, Wheezer e il cane Pete

In America era chiamato Stymie. Era il co-protagonista dal 1930 al 1935, aveva un carattere composto e soprattutto nel doppiaggio italiano, una parlantina infantile e strascicata. Spesso cercava di risolvere i guai che si presentavano, ottenendo però solo il risultato di peggiorarli. Aveva il ruolo di attira-guai della serie, sostituendo Farina (e venendo sostituito più tardi da Buckwheat). Era interpretato da Matthew Beard, che successivamente intraprese la carriera di attore. Nei cortometraggi presentava un capo completamente rasato, ma coperto da una bombetta (regalatagli da Stan Laurel). Suonava molto bene l'armonica.
- Partecipazioni: 36

Buckwheat
Fu interpretato da Carlena Beard, Willie Mae Taylor e la maggior parte delle volte da Billie Thomas. Inizialmente Buckwheat era una femmina, solo con l'interpretazione di Thomas diventò maschio. Il rimasuglio dei primi cortometraggi però c'è: una capigliatura molto sbarazzina e un abbigliamento spesso femminile (poi tralasciato). Prese il posto di Sammy nel ruolo di attira-guai della gang. Partecipò allo show dal 1934 al 1944. Famoso il suo intercalare "Oh-Tay!" tradotto in italiano in "Signorsì!"
Darla
Era interpretata da Darla Hood. Era abbastanza carina, aveva un carattere dolce, e fu certamente la ragazzina più influente nello show. Darla era innamorata di Alfa-Alfa, ma ella non si faceva problemi nel corteggiare Waldo o addirittura Butch per far ingelosire "Alfie".
- Partecipazioni: 54

Porky
Era il fratellino di Spanky ed era interpretato da Eugene Lee. Era il migliore amico di Buckwheat e con lui era protagonista di saltuarie, ma divertenti gag che avvenivano nelle puntate. Era paffuto (il suo soprannome è un evidente riferimento al maiale), un po' capriccioso, amichevole e spiritoso. Nel 1939 lasciò la serie. Prese il suo posto Mickey Gubitosi.
- Partecipazioni: 42

Butch
Era interpretato da Tommy Bond, e originalmente era chiamato Tommy. Lo interpretò dal 1932 al 1934. In quell'anno lasciò la serie e fu sostituito da Scotty Beckett. Poi Bond tornò nello show di Roach interpretando Butch, un insopportabile bulletto in perenne conflitto con Alfa-Alfa, e dotato di una spalla, Woim. Butch è considerabile l'antagonista della serie.
- Partecipazioni: 25

 Jackie Condon
Insieme a Joe, fu il protagonista del periodo muto. Fu interpretato da Jackie Condon. Il personaggio era riconoscibile per i capelli disordinati (prima biondi, poi stranamente neri) e per il carattere trasandato.
- Partecipazioni: 74

Joe
Fu il protagonista del periodo muto. Fu interpretato da Joe Cobb. Era paffuto, ricco e un po' capriccioso. Negli episodi era il migliore amico di Sunshine Sammy e di Farina, ma nella vita reale strinse un forte legame amichevole con Jackie Condon. Fece dei cameo nel periodo sonoro.
Farina
Era interpretata da Allen Hoskins. È la "canaglia" che ha partecipato in più episodi, ben 106, sia come protagonista che come ospite. Specialmente nei primi episodi, incappava in ogni sorta di guaio. Nei primi episodi interpretava la sorellina di Sunshine Sammy. Dopo il 1931 lasciò la serie e fu sostituita da Sammy, e in seguito da Buckwheat.
- Partecipazioni: 106

Mickey Daniels
Fu interpretato dall' omonimo attore, dal 1922 al 1925. Era chiamato anche Freckles, ed era l'indiscusso protagonista delle canaglie nel primo periodo muto. Aveva un carattere decisamente irrequieto (con tanto di capelli rossi e lentiggini). Era innamorato di Mary (ma anche fuori dal set, con lei ebbe un legame più che amichevole). Sostituito da Jay R. Smith che recitò la parte fino al 1929.
Mary
Fu interpretata da Mary Kornman, dal 1922 al 1927. Fu protagonista dei cortometraggi di quegli anni. Si fece apprezzare non solo sul set dai suoi colleghi.
Froggy
Fu interpretato da Billy Laughlin dal 1940 al 1944 e fu protagonista, con Mickey, del periodo MGM. Era abbastanza intelligente e dedito alla musica (quindi in sintonia con AlfaAlfa). Era riconoscibile per la capigliatura bionda curata, gli occhiali spessi, e una voce rochissima, che ricordava il gracidio di una rana (da qui il suo soprannome).
Scotty
Fu interpretato da Scotty Beckett, dal 1934 al 1936. Era molto trasandato (con tanto di maglione sgualcito), e sostituì a tutti gli effetti Jackie Condon. Beckett riapparve poi nella puntata del 1939 Il cugino Wilbur, interpretando il viziato cugino di Alfa-Alfa.

## Personaggi secondari
Jackie Cooper
Fu interpretato dall'omonimo attore. Possedeva un certo senso dell'umorismo, e fu il co-protagonista dal 1929 al 1931. Jackie lasciò lo show di Roach in quell'anno e diventò un attore professionista.
- Partecipazioni: 28

Woim
Era chiamato anche Sid, era interpretato da Sidney Kibrick, era la spalla, nonché migliore amico, di Butch. Anche Sid era un "bullo", e ne aveva l'aspetto, ma decisamente insicuro nel compiere le sue azioni, a differenza del compagno. Woim è la storpiatura di Worm, che tradotto in italiano significa "verme". Kibrick mantenne nella vita reale una profonda amicizia con George McFarland, ma non con Carl Switzer.
- Partecipazioni: 27

Mickey
Fu interpretato da Mickey Gubitosi, dal 1940 al 1944. Non va confuso con Mickey Daniels. Fu protagonista, con Froggy, del periodo MGM, e aveva un carattere prepotente, maleducato e capricciosissimo, in perfetta sintonia con Alfa-Alfa, col quale mantenne amicizia anche nella vita reale. Successivamente Blake continuò la sua carriera nel grande schermo ed è tuttora vivo.
- Partecipazioni: 40

Wheezer
Fu interpretato da Bobby Hutchins, dal 1927 al 1933. Fu il co-protagonista di quegli anni. Il suo soprannome era dovuto al fatto che, durante le pause del primo cortometraggio a cui partecipò, correva in lungo e in largo nello studio. In una puntata si vedono i suoi genitori, che non provano affetto reciproco e non pensano molto a Wheezer, tanto da pensare al divorzio. Alla fine della puntata però si riappacificano.
- Partecipazioni: 58

Sunshine Sammy
Fu interpretato da Ernest Morrison, dal 1922 al 1924 (esclusi i cameo fino al 1937). Era il fratello maggiore di Farina e il co-protagonista della serie, pur non avendo mai avuto un ruolo veramente rilevante nella serie. Aveva un naso molto storto e piccolo, e un caratteristico sorriso. Ernest entrò nella serie a 10 anni compiuti e ne uscì a 12.
- Partecipazioni: 17

Waldo Johnston
Fu interpretato da Darwood Kaye. Era ricco, intelligente e amichevole. Era amico delle "canaglie" ma non aveva molto in comune con loro. Spesso Darla lo corteggiava per far ingelosire Alfa-Alfa, finendo però a volte con l'innamorarsi davvero di Waldo.
Nel film del 1994, Waldo presenta molte differenze con l'originale. Per prima cosa è biondo, poi non è affatto amico delle "canaglie", essendo ricco e molto antipatico e sgarbato. Alla fine finirà per farsi odiare anche da Darla, che si era infatuata di lui.
- Partecipazioni: 26

Breezy Brisbane
Fu interpretato da Kendall McComas. Sostituì Jackie Cooper. Aveva un gran senso dell'umorismo ed era abbastanza amichevole, tuttavia non riuscì a diventare uno dei protagonisti assoluti della serie. Partecipò infatti a solo 8 cortometraggi (in tutto il 1932), in cui ebbe tuttavia un ruolo da co-protagonista. Lasciò presto la serie perché McComas, il suo interprete, aveva addirittura 16 anni, ma era basso per la sua età (oltre alla voce, non proprio adolescenziale, soprattutto nel doppiaggio italiano), pur non essendo affetto da nanismo.
- Partecipazioni: 8

Chubby
Fu interpretato da Norman Chaney, dal 1929 al 1931. Era sproporzionatamente obeso (proprio per questo Norman morì a soli 21 anni) ma anche molto intelligente e razionale. Fu co-protagonista degli ultimi cortometraggi muti e dei primi sonori. Era innamorato di Dorothy (ma solo nella serie). Nella serie interpretava il fratello minore di Joe, e lo sostituì nel 1929. Chubby fu a sua volta sostituito da Spanky, che però col tempo interpretò un personaggio ben diverso e molto più ricordato.
Dorothy
Era anche chiamata Echo. Fu interpretata da Dorothy DeBorba dal 1929 al 1933. Sostituì Jean Darling, ed era riconoscibile per gli occhi molto storti. Era la sorellina di Jackie Cooper. Sotto aggraziate sembianze, in più di un'occasione Dorothy rivelava di essere un "maschiaccio". Sparì presto dalla serie nonostante la ragazzina avesse ancora otto anni.

## Personaggi adulti
Signorina Crabtree
Era l'insegnante delle canaglie dal 1930 al 1932. Aveva un carattere molto affabile e disposta ad aiutare i bambini, ma spesso loro le facevano scherzi. Era interpretata da June Marlowe
Signor McFarland
Era il giovane e frustrato padre di Spanky. Era interpretato da Emerson Treacy.
Signora McFarland
Era la giovane madre di Spanky. Non sembrava molto intelligente ed era interpretata da Gay Seabrook.

## Animali
Dinah
Era l'asina di Peggy, apparve solo nei primissimi cortometraggi.
Pete
Fu certamente l'animale più importante dello show. Era un cane con un occhio cerchiato. Appartenne prima a Wheezer, poi a Spanky.
Rover
Fu il cane di Mickey negli ultimi cortometraggi della serie.

## Membri del cast ancora in vita
A marzo 2020, risultano ancora viventi i seguenti attori della serie:
- Robert Blake (n. 1933)
- Shirley Coates (n. 1927)
- Mildred Kornman (n. 1925)
- Clyde "Fatty" Dembeck (n. 1934)
- Diane Elizabeth East (n. 1925)
- Dickie "Happie" Hall (n. 1934)
- Sidney Kibrick (n. 1928)
- Peggy Lynch (n. 1929)
- Priscilla Montgomery (n. 1929)
- Valerie Lee (n. 1931)
- Leon Tyler (n. 1932)
- Jackie Horner (n. 1933)
- Clyde Willson (n. 1935)
- Payne Johnson (n. 1930)
- Laura June Kenny (n. 1931)
- Darryl Hickman (n. 1931)
- Dwayne Hickman (n. 1934)
- Donnie "Beezer" Smith (n. 1924)
- Billy Mindy (n. 1931)
- Patsy Currier (n. 1930)
- Jo-Jo La Savio (n. 1932)
- Betsy Gay (n. 1929)
- Betta St. John (n. 1929)